# Astroboy
Astro Boy (鉄腕アトム Tetsuwan Atomu?, lit. Átomo, el brazo poderoso) es una serie de manga escrita e ilustrada por Osamu Tezuka, y publicada desde 1952 a 1968. La historia sigue las aventuras de un androide llamado Astro Boy y una variada selección de otros personajes. El manga fue adaptado a una serie de televisión en 1963 —la cual fue dirigida por el mismo Tezuka—, convirtiéndose en la primera serie de televisión japonesa en hacerse popular en el extranjero y en introducir al mundo en la estética del anime. En 1980, el manga recibió una versión con una nueva serie de 52 capítulos, y también recibiría otra adaptación en 2003. Una película estadounidense animada por computadora y basada en la serie original del manga escrito por Tezuka, fue lanzada el 23 de octubre de 2009. En marzo de 2015, se anunció el lanzamiento de una nueva serie animada.

## Argumento

Mural de Astroboy, el personaje principal del manga. Fotografía tomada en Londres, 2015.

Astro Boy es una serie de ciencia ficción situada en un mundo futurista donde los robots coexisten con los humanos. Se centra en las aventuras del personaje homónimo "Astro Boy" (a veces también llamado Astro); un poderoso androide creado por el jefe del Ministerio de Ciencia, el Doctor Tenma. El Dr. Tenma creó a Astro para reemplazar a su hijo Tobi (Atom en japonés), quien falleció en un accidente automovilístico. Tenma incorporó en Astro las memorias de Tobi y procedió a tratarlo como si fuera el verdadero Tobi. Sin embargo, el Dr. Tenma pronto se da cuenta de que el pequeño androide no podía llenar el vacío de su hijo, especialmente teniendo en cuenta que Astro no puede crecer ni expresar la estética humana. En la edición original de 1960, Tenma termina rechazando a Astro y lo vende a un cruel dueño de un circo, Hamegg.
Algún tiempo después, el profesor Ochanomizu, el nuevo jefe del Ministerio de Ciencia, ve a Astro actuando en el circo y convence a Hamegg para que se le entregue. Ochanomizu acoge a Astro como su hijo y se convierte en su nuevo guardián legal. Pronto se da cuenta de que Astro tiene poderes y habilidades superiores, así como también algo mucho más sorprendente: la capacidad de experimentar las emociones humanas.
Astro comienza a luchar contra el crimen, el mal y la injusticia utilizando sus diversos poderes: súper velocidad, luces de alta intensidad en los ojos, audición ajustable, traducción instantánea de idiomas, una ametralladora retráctil en sus caderas y un alto coeficiente intelectual capaz de determinar si una persona es buena o mala. La mayoría de sus enemigos son seres humanos que odian los robots, robots que se han vuelto locos o invasores alienígenas. Casi todas las historias incluyen una batalla que involucra a Astro y otros robots. En un episodio de manga, Astro se enfrenta a la Fuerza Aérea de EE. UU., y los detiene de bombardear a algunos aldeanos vietnamitas inocentes (este fue un episodio de viaje en el tiempo, en el que Astro se remonta desde el siglo XXI a 1969).

## Personajes
- Tobi Tenma (1980), conocido en Japón como Tobio Tenma (天馬飛雄 Tenma Tobio?): Hijo del Dr. Tenma.
- Astro Boy "Astro", conocido en Japón como Atom (アトム Atomu?): Robot construido por el Dr. Tenma a semejanza de Tobi.
- Lucero (1980), conocida en Japón como Uran (ウラン Uran?): Hermana robot de Astro Boy.
- Jetto, conocido en Japón como Cobalt (コバルト Kobaruto?): Primer robot prototipo del Dr. Tenma.
- Dr. Bohrio (1980), conocido en Japón como Dr. Umataroh Tenma (天馬午太郎博士 Tenma Umatarō-hakase?): Padre de Tobi y creador de Astro Boy y Jetto.
- Hoshie Tenma (天馬星江 Tenma Hoshie?): Difunta esposa del Dr. Tenma y madre de Tobi.
- Phosphorus y Ethanol, conocidos en Japón como Rin (リン Rin?) y Ethanol (エタノール Etanōru?) respectivamente: Madre y padre robots de Astro Boy y Lucero.
- Chiitan (チータン Chītan?): Hermano menor de Astro Boy y Uran.
- Dr. Hulefante (1980), conocido en Japón como Dr. Hiroshi Ochanomizu (お茶の水博志博士 Ochanomizu Hiroshi-hakase?): Jefe del Ministerio de Ciencias (tras la salida del Dr. Tenma) y activista por los derechos de los robots.
- Atlas (アトラス Atorasu?): Clon y rival de Astro Boy.
- Pluto (プルートウ Purūtō?): Un gran robot creado para ser el más fuerte del mundo.

## Media

### Manga
El manga de Astroboy fue serializado en la revista Shōnen Sunday entre 1951 y 1968 y recopilado en 23 tomos. Fue reeditado por Akita Shōten (Sunday Comics) y luego por Kōdansha.

### Gold Key
En 1965, la empresa estadounidense de historietas Gold Key publicó una revista de historietas "Astro Boy", basada en la versión del mismo país en dibujos animados. Los cuentos eran nuevos, no los originales japoneses. Tezuka estuvo muy indignado de que hubieran hecho esto sin consultarle ni pedirle permiso. Declaró que se trataba de una piratería, una violación de sus derechos de autor. Además, le pareció que la nueva versión estaba horriblemente mal dibujada. Debido a esta firme oposición, Gold Key tuvo que cancelar la revista, y la primera edición fue la única y última.

### Editorial Mo.Pa.Sa.
La Editorial_Mo.Pa.Sa. es una empresa Argentina, publicó una revista de historietas llamada Las fantásticas aventuras de Astroboy.Dichas historietas no guardaban relación, más allá de lo estético con los argumentos del manga original y así es que los lugares donde se centra la acción al igual que el origen de Astroboy se ven modificados. En estas versiones Astroboy era el resultado creativo del profesor Elephant a pedido del inspector de policía para combatir una creciente ola delictiva.  Por esas páginas se llegó a ver una gran galería de nuevos enemigos de Astroboy que incluyeron entre otras, una versión interespacial de los Tres Chiflados. 

### Anime
El anime original se realizó en 1963 (Mushi Productions) y fue la primera serie regular de anime emitida en Japón, fue filmado en blanco y negro, después vendrían dos revisiones más, una en los años '80 (Tezuka Productions) más corta en episodios, pero esta vez ya en color, y una nueva versión en 2003 (Fuji TV) coincidiendo con el doble aniversario del nacimiento ficticio del personaje, y el 40° aniversario de la obra de Tezuka, esta versión fue filmada en color mezclando la animación tradicional con las últimas técnicas de animación y de color digital.
Las series fueron:
1. Tetsuwan Atom (1 de enero de 1963 hasta el 31 de diciembre de 1966, emitido en Fuji Terebi con un total de 193 episodios).
2. Tetsuwan Atom (1 de octubre de 1980 hasta el 23 de diciembre de 1981, emitido en Nippon Terebi con un total de 52 episodios).
3. Tetsuwan Atom (6 de abril de 2003 hasta el 28 marzo de 2004, emitido en Fuji Terebi con un total de 50 episodios).

### Adaptación cinematográfica
El 5 de octubre de 2009, la película estadounidense de animación en CG de Astro Boy tuvo su premier en Japón.

## Asimov, Tezuka y la interacción robot-humano
Durante toda la saga de Astroboy, surge por parte de Tezuka una preocupación acerca de la interacción de las máquinas con las personas, y las implicaciones que estas podrían tener en pos del bien de la humanidad, llegando a desarrollar ideas y conceptos extremadamente próximos a los propuestos por Isaac Asimov en sus tres leyes de la robótica, los cuales parecen ir guiados por las mismas preocupaciones, pese a que Tezuka no formuló ninguna ley propiamente dicha, sí llegó a formular una especie de sencillas reglas éticas de sentido común que rigen la existencia y la coexistencia de los robots con los seres humanos, y estas reglas son al final bastante similares a las ya mencionadas, aunque desarrolladas de una manera más sencilla y más intuitiva y, a diferencia de Asimov, los personajes robóticos de Tezuka no tratan de buscar maneras de circunvalar las reglas, puesto que en el universo de Tezuka los robots tienen un libre albedrío intelectual y moral del que no disponen los robots de Asimov, llegando a veces a verdaderos ensayos filosóficos como las desarrolladas por el robot Andrew Martin en El hombre bicentenario.
Pese a la similitud de pensamiento entre Tezuka y Asimov, no hay constancia en la obra de Tezuka o en la de Asimov de referencias entre ellos, por lo tanto, bien parece que llegaron desde puntos de inicio distintos a conclusiones similares acerca del tema.